# Porcheville
Porcheville is een plaats in Frankrijk. Het ligt op de rechteroever van de Seine.
Er stond een elektriciteitscentrale, die werd in 2017 gesloten, maar er staan nog wel de hoogspanningsmasten van het Réseau de Transport d'Électricité. 

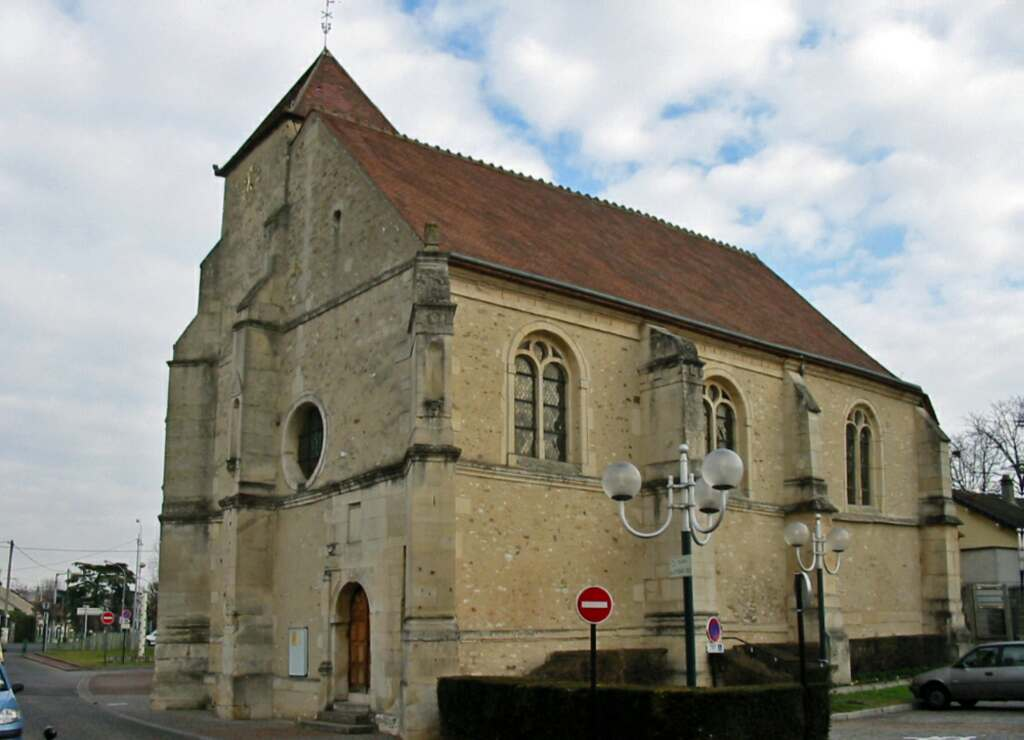
Eglise Saint-Sérverin-et-Saint-Fiacre

## Kaart
De onderstaande kaart toont de ligging van Porcheville met de belangrijkste infrastructuur en aangrenzende gemeenten.

## Demografie
Onderstaande figuur toont het verloop van het inwonertal, bron: INSEE-tellingen. 